# Wawalag
Dans la mythologie aborigène, les Wawalag étaient deux sœurs qui avaient été enfantées par Djanggawul. Elles vivaient dans des tourbillons d'eau jusqu'à ce qu'elles soient mangées par Yurlungur, qui fut contraint de les régurgiter. Leur renaissance est utilisée comme un symbole des cérémonies de passage de l'enfance à l'âge adulte.